# Troy Kemp
Troy Kemp (ur. 18 marca 1966 w Nassau) – lekkoatleta bahamski, skoczek wzwyż, mistrz świata. Trzykrotny olimpijczyk.
Największym osiągnięciem Kempa był złoty medal mistrzostw świata w 1995, gdzie skokiem na wysokość 2,37 m pokonał Kubańczyka Sotomayora i Polaka Partykę. Wcześniej najwyższymi miejscami, jakie zajął na zawodach międzynarodowych było dwukrotnie 5. miejsce na mistrzostwach świata w 1991 i 1993 oraz 4. miejsce na halowych mistrzostwach świata w 1993. Po zdobyciu tytułu mistrza świata w 1995 startował jeszcze 5 lat, ale bez większych sukcesów.
Jest dwukrotnym srebrnym medalistą igrzysk panamerykańskich, te tytuły wywalczył na igrzyskach w Indianapolis oraz Hawanie.
Rekord życiowy Troya Kempa z 1995 wynosi 2,38 m.